# Đào xới

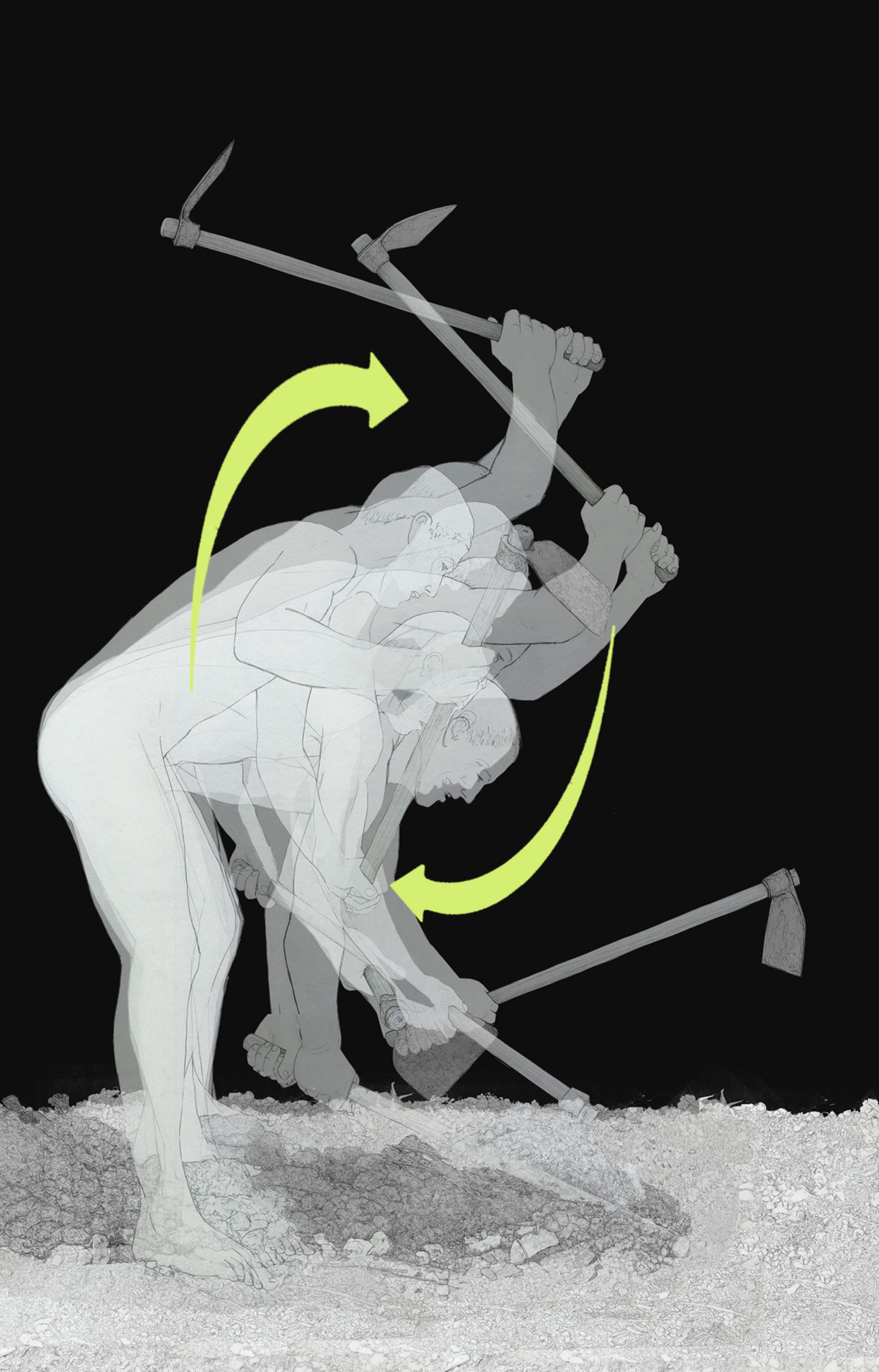
Mô phỏng hoạt động đào xới

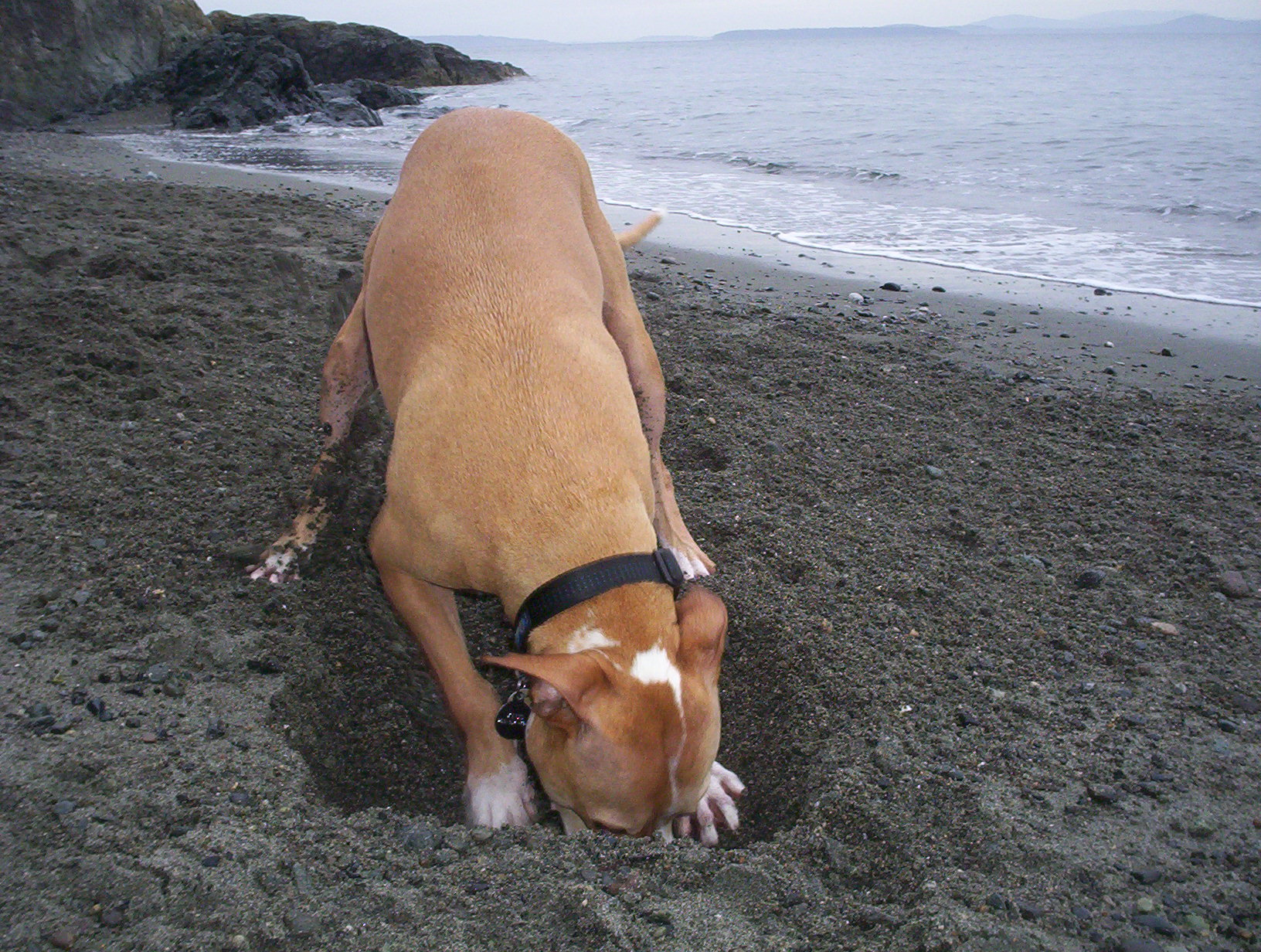
Một con chó đang đào xới trên bãi biển.

Đào xới, còn được gọi là khai quật, là quá trình sử dụng một số dụng cụ như móng vuốt, tay, dụng cụ thủ công hoặc thiết bị nặng để loại bỏ vật thể khỏi bề mặt rắn, thường là đất, cát hoặc đá trên bề mặt Trái Đất. Đào xới thực sự là kết hợp của hai quá trình, quá trình đầu tiên là phá vỡ hoặc cắt rời bề mặt, quá trình thứ hai là loại bỏ và di dời vật thể tìm được ở đó. Trong tình trạng đào xới đơn giản, hành động này có thể được thực hiện chỉ bằng một chuyển động, với việc sử dụng dụng cụ đào xới để phá vỡ bề mặt và ngay lập tức ném vật thể ra khỏi hố hoặc cấu trúc khác đang được đào xới.
Nhiều loài động vật khác nhau thường tham gia vào hoạt động đào bới, như một phần của hành vi đào hang hoặc tìm kiếm thức ăn hoặc nước dưới bề mặt đất. Trong lịch sử, con người đã tham gia đào xới vì cả hai lý do này và vì nhiều lý do phụ, chẳng hạn như khi hoạt động nông nghiệp và làm vườn, tìm kiếm khoáng sản, kim loại và vật liệu thô khác như trong quá trình khai thác mỏ và khai thác đá, chuẩn bị xây dựng, xây dựng công sự và thủy lợi, đồng thời khai quật khảo cổ, tìm kiếm hóa thạch và đá trong cổ sinh vật học và địa chất cũng như chôn cất người chết.

## Sự đào xới của con người

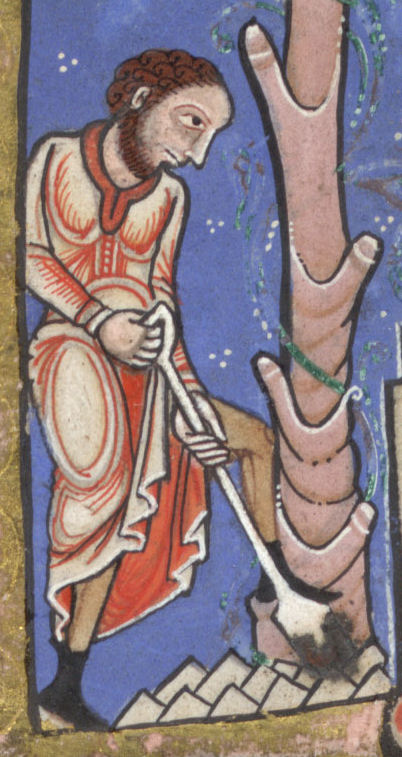
Hình minh họa thế kỷ 12 về một người đàn ông đang đào đất.

### Lý do

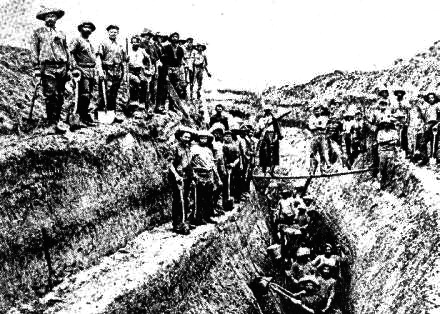
Một nhóm đàn ông đang đào nhựa cao su Kauri ở New Zealand.

Có rất nhiều lý do để con người đào hố, rãnh và các cấu trúc bề mặt khác. Từ lâu, người ta đã quan sát rằng con người dường như luôn có mong muốn bản năng là đào xới thành hố trên mặt đất, biểu hiện từ thời thơ ấu.
Giống như các loài động vật khác, con người đào đất để tìm thức ăn và nước uống. Giếng nước lót gỗ được biết đến từ thời kỳ đầu của nền văn hóa gốm tuyến tính thời kỳ đồ đá mới, ví dụ như ở Kückhoven (một trung tâm ngoại ô của Erkelenz), niên đại 5090 TCN và Eythra, niên đại 5200 TCN ở Schletz (một trung tâm ngoại ô của Asparn an der Zaya) ở Áo. Con người là loài động vật duy nhất có tập tục chôn cất người chết . Việc chôn cất có chủ ý, đặc biệt là với đồ an táng, có thể là một trong những hình thức thực hành tôn giáo được phát hiện sớm nhất vì, như Philip Lieberman gợi ý, đó có thể biểu thị "mối quan tâm đến người chết vượt quá cuộc sống hàng ngày". Bằng chứng rằng người Neanderthal là loài người đầu tiên thực hiện hành vi mai táng và cố ý chôn người chết trong những ngôi mộ nông cùng với các công cụ bằng đá và xương động vật. Các địa điểm điển hình bao gồm Shanidar ở Iraq, Hang Kebara ở Israel và Krapina ở Croatia. Tuy nhiên, một số học giả cho rằng những thi thể này có thể đã được chôn cất vì những lý do thế tục. Đáng chú ý, chôn cất người chết ngăn ngừa các bệnh liên quan đến sự hiện diện của xác chết, đồng thời ngăn chặn thu hút động vật ăn xác thối và những loài săn mồi khác.
Chôn cất loài người sớm nhất, không thể tranh cãi, được phát hiện cho đến nay có niên đại 100.000 năm. Những bộ xương người được nhuộm bằng đất son đỏ được phát hiện trong hang Skhul ở Qafzeh, Israel. Nhiều loại đồ an táng tìm được tại khu vực này, bao gồm cả hàm dưới của một con lợn rừng trong vòng tay của một trong số bộ hài cốt.
Khi công nghệ của con người tiến bộ, việc đào bới bắt đầu được sử dụng cho nông nghiệp, khai thác mỏ và làm đất, đồng thời các kỹ thuật và công nghệ mới được phát triển để phù hợp với những mục đích này.

#### Hố tạm

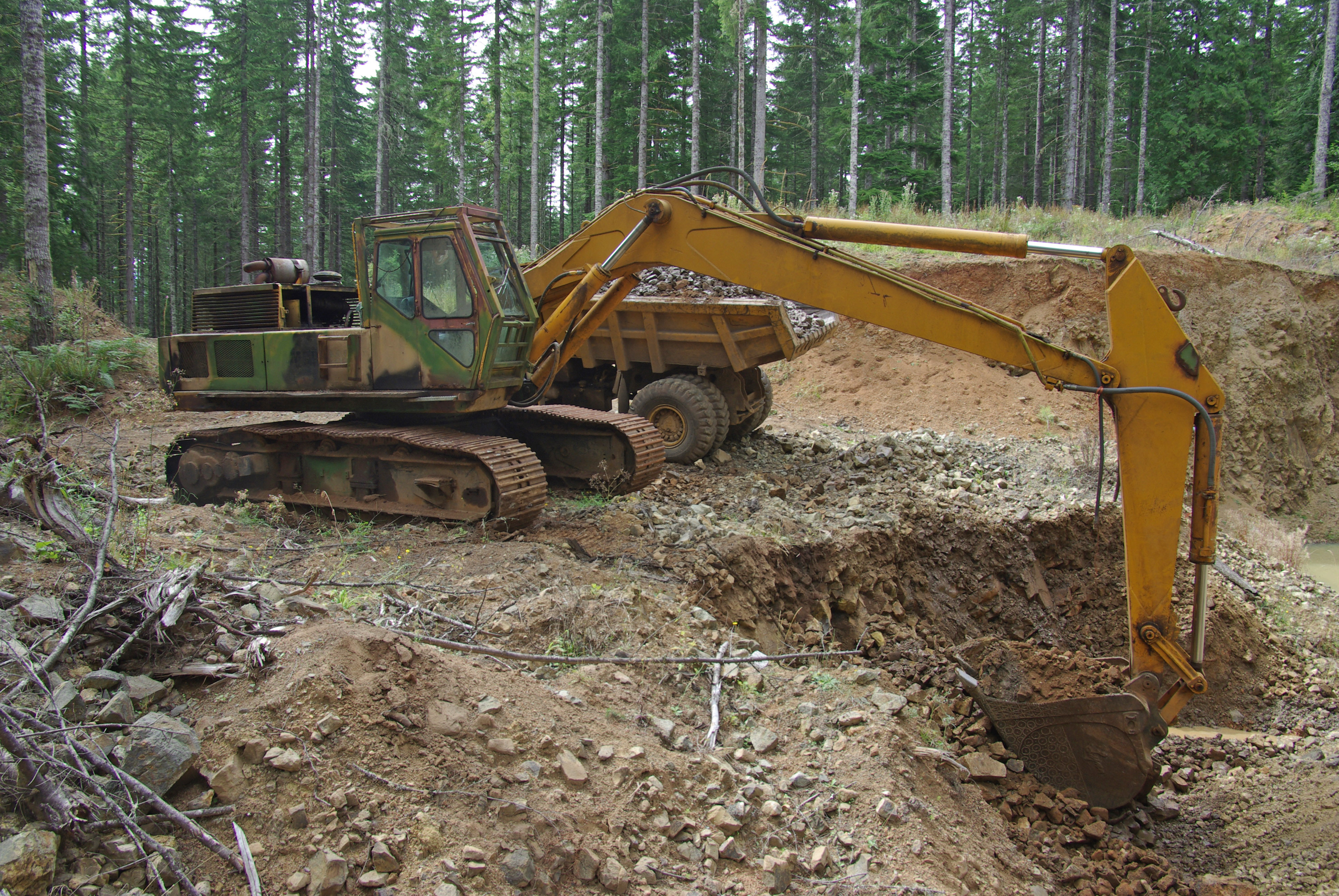
Một máy xúc đang làm việc tại một hố mượn.

Trong xây dựng và kỹ thuật dân dụng, hố tạm, còn được gọi là hộp cát, là khu vực mà vật thể (thường là đất, sỏi hoặc cát) được đào lên để sử dụng ở vị trí khác. Các hố tạm có thể tìm được gần nhiều dự án xây dựng lớn. Ví dụ, đất có thể được đào xới để lấp kè cho đường cao tốc, đất sét có thể được đào xới để làm gạch, sỏi để làm bê tông, v.v...
Trong một số trường hợp, các hố tạm có thể chứa đầy nước ngầm, hình thành các khu giải trí hoặc môi trường sống hoang dã bền vững (một ví dụ như vậy là Merton Borrow Pit, gần Oxford ở miền trung nước Anh, được khai quật để cung cấp vật liệu cho đường cao tốc M40 gần đó). Trong các trường hợp khác, hố tạm có thể được sử dụng để chôn lấp và xử lý chất thải.
Một biến thể khu vực của điều này được gọi là "hố gò" (barrow pit) ở miền Tây Hoa Kỳ (đặc biệt là dãy núi Rocky). Chủ nghĩa địa phương—đôi khi được phát âm là "borrer pit"—mô tả con mương dọc theo đường lộ. Những con mương này được đào để san lấp mặt bằng và lót đường và sau đó cung cấp hệ thống thoát nước cho đường.
Hồ khai quật (hay hố sỏi ngập nước) là một hồ nhân tạo, thường có nguồn gốc từ việc đào sỏi hoặc cát làm vật liệu xây dựng hoặc trong một số loại hình khai thác bề mặt khác. Trong nhiều trường hợp, hố khai quật được tạo cảnh quan theo yêu cầu cải tạo đất theo quy định của pháp luật. Do quá trình khai quật đã chạm tới điểm dưới mực nước ngầm nên các hồ được hình thành một cách tự nhiên. Ít thường xuyên hơn, các hồ khai quật được cố tình tạo ra, đặc biệt là khu giải trí.
Ở Đức và Áo, các hồ hầu như luôn được sử dụng để đánh bắt cá, vì nghề cá được tạo ra theo luật đối với mọi vùng nước bề mặt. Tại một số hồ khai quật, các bãi biển được bổ sung để bơi lội hoặc để chơi thể thao dưới nước, đặc biệt là chèo thuyền, trượt nước hoặc lướt ván buồm. Để hỗ trợ những mục đích sử dụng này, các bãi đậu xe lớn, khu thay đồ và khu ăn uống cũng được thiết lập. Trong một số trường hợp, hồ khai quật đóng vai trò là khu bảo tồn thiên nhiên, như trường hợp các hồ trong Khu bảo tồn thiên nhiên Attenborough .

Toàn cảnh một hồ khai quật "trẻ" ở quận Fürstenfeldbruck, Đức.

### Phương pháp đào xới

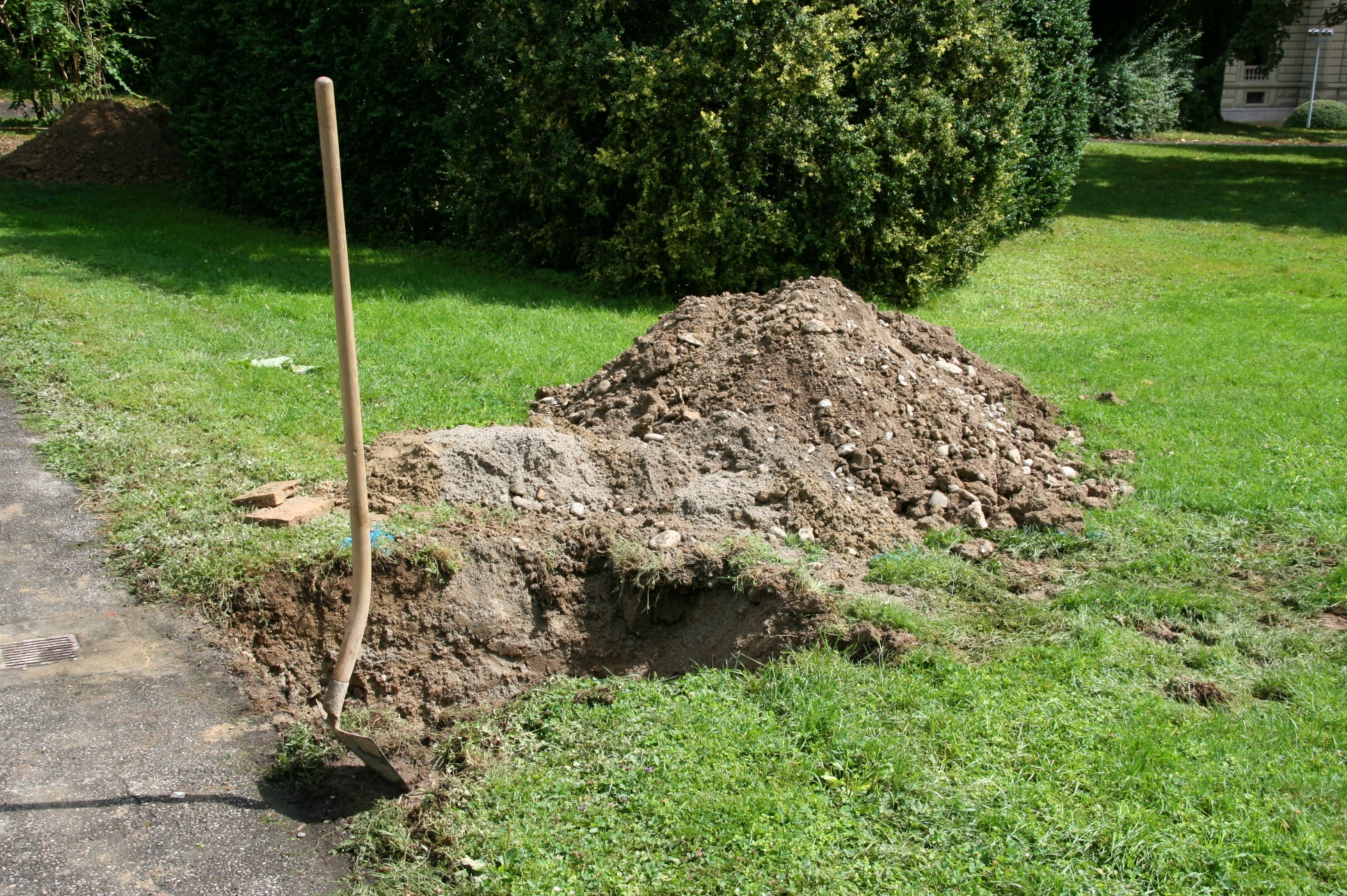
Xẻng cạnh một cái hố đào trong vườn.

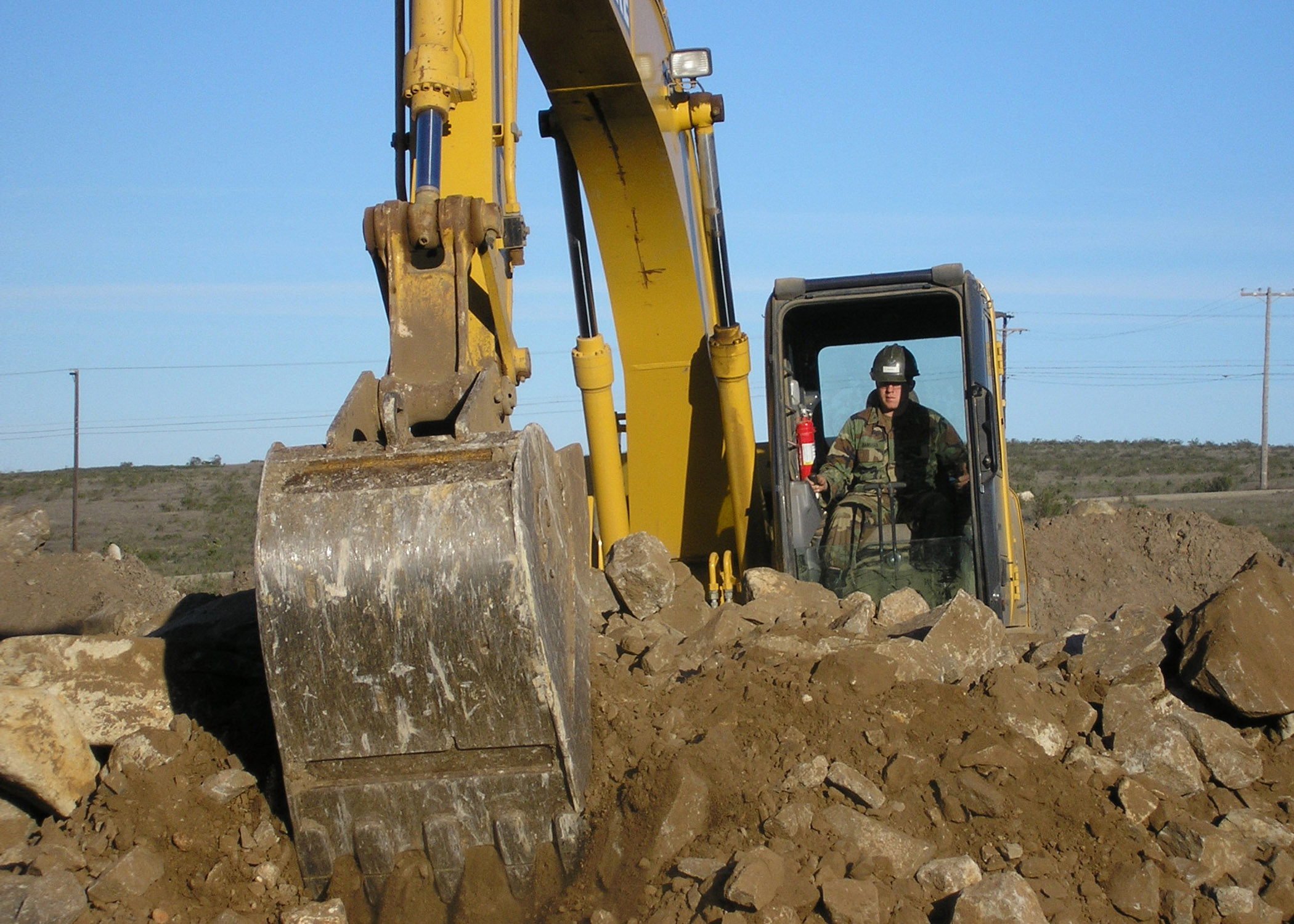
Thiết bị xây dựng đang được sử dụng để đào đất đá.

Mặc dù con người có khả năng đào cát và đất bằng tay không, nhưng đào đất thường dễ dàng thực hiện hơn bằng các công cụ. Công cụ cơ bản nhất để đào là xẻng. Vào thời đồ đá mới và trước đó, xương vai (xương bả vai) của động vật lớn thường được sử dụng như một chiếc xẻng thô sơ. Ở thời hiện đại, xẻng thường được làm bằng kim loại, có tay cầm bằng gỗ. Bởi vì đào là một quá trình cắt, đặc biệt là nơi đất đào có chứa rễ cây, nên việc đào xới được hỗ trợ bằng xẻng được mài sắc.
Trong lịch sử, xúc thủ công (thường kết hợp với nhặt) là phương tiện đào xới chính trong xây dựng, khai thác mỏ và khai thác đá, và các dự án đào xới sử dụng số lượng lớn người. Sau Cách mạng Công nghiệp, cơ giới hóa thông qua xẻng hơi nước và sau này là các thiết bị thủy lực (máy xúc như máy xúc lật và máy xúc) dần dần thay thế hầu hết việc xúc đất thủ công. Tuy nhiên, các chủ nhà riêng lẻ vẫn thường tìm lý do để đào xới thủ công trong các dự án quy mô nhỏ hơn xung quanh nhà. Các phương pháp đào xới khác nhau cũng có thể dẫn đến độ sâu và lực đào xới khác nhau, có khả năng gây nguy hiểm hoặc hư hỏng đường ống và hệ thống dây điện dưới mặt đất. Tại Hoa Kỳ và Canada, chủ nhà và nhà thầu phải thông báo cho cơ quan tiện ích trước khi đào xới để đảm bảo chúng không tác động các tiện ích và cơ sở hạ tầng bị chôn vùi.

### Tương thích đất
Khả năng đào xới của vật thể đất (đá và regolith) là thước đo vật thể được đào xới bằng các thiết bị thường như máy ủi cùng máy xới, máy xúc lật, máy cạp và các thiết bị phân loại khác. Những vật thể không thể đào được bằng thiết bị thường được cho là không thể tách rời. Những vật thể như vậy thường đòi hỏi phải nổ mìn trước hoặc sử dụng búa hoặc đục để tạo điều kiện khi đào xới. Khả năng đào xới hoặc tách rời của vật thể đất thường được đánh giá bởi nhà địa vật lý, nhà địa chất kỹ thuật hoặc kỹ sư địa kỹ thuật.
Khả năng tách rời của vật thể đất (đá) là thước đo khả năng đào xới của nó bằng thiết bị thường. Một vật thể có thể được phân loại là có thể tách rời được, có thể tách rời một phần hoặc không thể tách rời. Khả năng tách rời của vật thể thường được đánh giá bởi một kỹ sư địa chất công trình và/hoặc địa vật lý sử dụng thiết bị khúc xạ địa chấn (xem khúc xạ). Nghiên cứu về khả năng tách rời có thể liên quan đến việc thực hiện các đường khúc xạ địa chấn, khoan lỗ khoan bằng giàn khoan đập khí, đào rãnh thử nghiệm bằng máy ủi cùng máy xới hoặc máy xúc lật và bằng bản đồ địa chất.

## Sập hầm
Sập hầm là hiện tượng khối đất ở thành rãnh hầm bị bong ra và dịch chuyển vào trong hố, gây nguy hiểm cho người ở bên trong. Sập hầm được xem là rủi ro lớn nhất khi làm việc trong rãnh hầm. Sập hầm có thể được gây ra do kết hợp của áp lực lên đất, rung động từ thiết bị và tải trọng quá mức. Một số kỹ thuật được sử dụng để giảm thiểu khả năng xảy ra sập hầm, bao gồm làm dốc, chống đỡ và che chắn.

## Phân loại đào xới
- Khai quật khảo cổ
  - Đào bãi
- Đào hang
- Cào nghêu
- Kỹ thuật đào đôi, làm vườn
- Đào nhựa cao su
- Đào bí mật
- Đào giếng